# Криворотов, Владимир Фёдорович
Влади́мир Фёдорович Криворо́тов (27 сентября 1923, Козьмодемьянск, Марийская АССР — 22 мая 1945, Польша) — младший лейтенант Рабоче-крестьянской Красной армии, участник Великой Отечественной войны, Герой Советского Союза (1945).

## Биография
Владимир Криворотов родился 27 сентября 1923 года в Козьмодемьянске. Окончил девять классов школы. В сентябре 1941 года Криворотов был призван на службу в Рабоче-крестьянскую Красную Армию. Окончил воздушно-десантную школу и Сызранское танковое училище. В боях был ранен. К январю 1945 года младший лейтенант Владимир Криворотов командовал САУ «СУ-76» 8-й самоходной артиллерийской бригады 5-й гвардейской армии 1-го Украинского фронта. Отличился во время освобождения Польши.
25 января 1945 года Криворотов одним из первых в своей бригаде переправился через Одер в районе населённого пункта Эйзенау в 8 километрах к северо-западу от Ополе и принял активное участие в боях за захват и удержание плацдарма на его западном берегу, отразив большое количество массированных немецких контратак. В дальнейших боях под городом Баутцен Криворотов получил тяжёлое ранение, от которого скончался 22 мая 1945 года. Похоронен на Кутузовском мемориальном кладбище в Болеславце.
Указом Президиума Верховного Совета СССР от 27 июня 1945 года за «отвагу и мужество, проявленные при форсировании реки Одер» младший лейтенант Владимир Криворотов посмертно был удостоен высокого звания Героя Советского Союза. Был также награждён орденами Ленина, Отечественной войны 1-й степени, Красной Звезды, рядом медалей.
В честь Криворотова названа улица в Козьмодемьянске и Козьмодемьянская средняя общеобразовательная трудовая политехническая школа с производственным обучением № 2.
В октябре 2019 года родственник Криворотова опубликовал его личный дневник, который он вёл в апреле — мае (предположительно, 1941 года). В дневнике описываются дни жизни будущего Героя Советского Союза с 13 апреля по 3 мая.

## Память
Жизни и боевому подвигу Героя Советского Союза В. Ф. Криворотова посвящена документальная повесть С. И. Захарова «Берёзка на ветру».